# Gershon Koffie
Gershon Koffie (Koforidua, 25 agosto 1991) è un calciatore ghanese, centrocampista svincolato.

## Carriera

### Club
Cresciuto nella capitale ghanese Accra, all'età di 9 anni è entrato a far parte del Rot-Weiss Accra, squadra satellite dei tedeschi del Rot-Weiss Essen.
Nel 2006, a 15 anni, si è unito all'International Allies che al tempo militava nella locale Division Two League. In quattro stagioni ha segnato complessivamente 28 gol nelle varie competizioni in cui ha giocato.
Nel 2009 si è procurato una frattura alla gamba, ma un osservatore della squadra svedese dell'Hammarby, intravedendone le potenzialità, lo ha portato a curarsi a Stoccolma con la collaborazione di un procuratore. Nonostante ciò, il club era in difficoltà finanziarie ed era avviato alla retrocessione in Superettan, motivi per cui l'ingaggio non si è mai concretizzato. Successivamente ha svolto un provino in Danimarca con il Randers, ma anche in questo caso non ha ricevuto un contratto.
Notato qualche mese prima da Tom Soehn durante un torneo in Ghana, Koffie è stato ingaggiato nell'agosto 2010 dai Vancouver Whitecaps, nel campionato di USSF Division 2 Pro League. Ha esordito il 5 settembre 2010 nello 0-0 contro i Puerto Rico Islanders. Il 9 febbraio 2011 ha sottoscritto un nuovo contratto con i Whitecaps, che si apprestavano a disputare la loro prima stagione in Major League Soccer. Il 7 agosto 2011 ha segnato il suo primo gol americano, nella vittoria per 4-2 contro i Chicago Fire. Nel 2013 ha ottenuto la residenza canadese permanente, la quale gli ha permesso di avere lo status di domestic player per i club canadesi. L'ultimo suo anno a Vancouver è stato il 2015.
Prima dell'inizio della stagione 2016, infatti, Koffie è stato scambiato al New England Revolution in cambio di allocation money (denaro spendibile per pagare gli stipendi restando sotto il salary cap) e di una percentuale sui guadagni derivanti dalla cessione del giocatore. Nel corso della stagione ha potuto giocare solo 22 partite per via di problemi fisici.
Il 15 gennaio 2017 è stato annunciato come nuovo giocatore dell'Hammarby, la società svedese (nel frattempo tornata in Allsvenskan) che lo aveva seguito e curato qualche anno prima. Koffie tuttavia non è mai stato nei piani dell'allenatore Jakob Michelsen, tanto da tornare in prestito al suo vecchio club del New England Revolution già a maggio.
Nel precampionato della stagione 2018 è ritornato all'Hammarby per fine prestito, ma neppure sotto la guida del nuovo allenatore Stefan Billborn ha trovato spazio. Il 1º giugno 2018 è stata ufficializzata la decisione consensuale tra club e giocatore di rescindere il contratto.

### Nazionale
Con la Nazionale Under-20 ha giocato il campionato africano giovanile 2011, concluso con l'eliminazione al termine della fase a gironi per mano di Camerun e Nigeria.

## Palmarès

### Club

#### Competizioni nazionali
- Canadian Championship: 1

Vancouver Whitecaps: 2015